# Poule-les-Écharmeaux
Poule-les-Écharmeaux è un comune francese di 1 068 abitanti situato nel dipartimento del Rodano della regione Alvernia-Rodano-Alpi.
Il territorio comunale ospita le sorgenti del fiume Azergues.

## Società

### Evoluzione demografica
Abitanti censiti